# 마셜 무네치
마셜 냐샤 무네치(영어: Marshal Nyasha Munetsi, 1996년 6월 22일 ~ )는 짐바브웨의 축구 선수로, 프리미어리그의 울버햄프턴 원더러스와 짐바브웨 국가대표팀에서 미드필더로 활약하고 있다.

## 구단 경력

### 초기 경력
무네치는 2015년 7월, 남아프리카 공화국 내셔널 1부 리그의 케이프타운과 계약하였다. 구단은 성명서를 통해 그가 "전형적인 야야 투레의 모습을 하고 있다. 크고 ‚이 강한 ‚ 모바일과 훌륭한 패스를 한다."라고 밝혔다. 그는 2015년 9월 26일, 블랙 레오파즈에게 3-1로 패한 경기에서 프로 데뷔 전을 치렀고, 2016년 4월 16일, 밀라노 유나이티드와의 더비 경기에서 첫 골을 넣었는데, 경기는 1-0 결승골로 끝났다. 그는 2015년 12월, 프리미어리그 팀인 올랜도 파이리츠의 예선에 참가하였다.

### 랭스
2019년 6월 11일, 무네치는 리그 1의 랭스와 4년 계약을 맺었다. 1년 후인 12월 23일, 그는 보르도와의 원정 경기에서 3-1로 승리하며 클럽의 첫 골을 기록했다.

### 울버햄프턴 원더러스
2025년 2월 3일, 무네치는 3년 반 계약을 체결하며 프리미어리그 클럽 울버햄프턴 원더러스에 합류했다.

## 국가대표팀 경력
무네치는 이집트에서 열리는 2019년 아프리카 네이션스컵을 앞두고 짐바브웨 국가대표팀에 소집되었다.